# 弦哲也
弦 哲也（げん てつや、1947年9月25日 - ）は、日本の作曲家。銚子市名誉市民。作曲した作品数は2000曲を超える。第8代日本作曲家協会会長、日本音楽著作権協会（JASRAC）会長。本名、田村正稔（たむら まさとし）。
長男の田村武也も作詞家、作曲家、音楽プロデューサー、路地裏ナキムシ楽団のリーダーとして活躍する。

## 略歴
- 1965年8月、東芝レコードから「田村進二」として歌手デビュー。
- 1968年、「弦哲也」と改名。苗字は自身の好きなギターの「弦」にちなんで名付けられた。名前はなかなか名案が浮かばずに徹夜してしまったことから、「哲也」に決めたという。
  - その後、北島三郎の公演にギタリストとして帯同した折に、作曲活動を勧められる[2]。
  - 「与作」は、歌手時代の弦がNHK「あなたのメロディー」で歌唱したが、北島によるカバーが大ヒット作となった。
- 1976年、内藤國雄（将棋棋士）に提供した「おゆき」で、作曲家としてデビュー。
- 1980年、作曲を手がけた「ふたり酒」（歌：川中美幸）がヒット。これにより、それまで風呂なしのアパートに住んでいたが、風呂のある家に引っ越すことが出来た。（2013年9月10日放送の「NHK歌謡コンサート」より）
- 1986年、作曲活動に専念。同年12月、石川さゆりに提供の「天城越え」が、第28回日本レコード大賞金賞を受賞。
- 1999年12月、第41回日本レコード大賞吉田正賞を受賞。
- 2005年3月、音楽生活40周年記念アルバム『弦点回帰～弦哲也自作自演集～』を発売。
- 2005年12月、『弦点回帰～弦哲也自作自演集～』で第47回日本レコード大賞企画賞を受賞。
- 2017年5月、公益社団法人日本作曲家協会会長に就任（2023年5月退任）。
- 2022年4月1日、一般社団法人日本音楽著作権協会会長に就任。任期は2024年3月31日まで。

## 主要シングル作品
綾世一美
- 哀愁岬
- みちのく挽歌
- 音無川

沢田あきらとハーバーナイツ
- TOKYOイレブン・ラブコール

石川さゆり
- 天城越え
- 夫婦善哉
- さよならの翼
- 越前竹舞い
- ホテル港や
- 飢餓海峡
- 人生情け舟
- 一葉恋歌

石原詢子
- 残り紅
- 風よ吹け
- ひとり日本海

石原裕次郎
- おれの小樽
- おやじの舟唄
- 涙は俺がふく
- 北の旅人
- 思い出はアカシア

五木ひろし
- 越前有情
- 人生かくれんぼ
- おしどり
- べにばな
- アカシア挽歌
- 雪燃えて
- ゆめかぜ
- 橋場の渡し
- 桜貝

上杉香緒里
- 北の海峡

梅谷心愛
- 磐越西線ひとり

大石まどか
- 情なし海峡
- 忍び里
- 春待ち花

大黒裕貴
- 夕月みなと

丘みどり
- 霧の川
- 佐渡の夕笛
- 鳰の湖
- 紙の鶴
- 五島恋椿/白山雪舞い

小沢亜貴子
- 帰ってきてよ

春日八郎
- 港宿/男心の0番地
- 人情居酒屋

河合美智子
- 夫婦みち

川中美幸
- ふたり酒
- 二輪草
- 君影草～すずらん～
- 大河の流れ
- 貴船の宿
- おんなの一生～汗の花～
- おもろい女
- うすゆき草
- 歌ひとすじ
- 金沢の雨
- あなたと生きる

北山たけし
- 男の拳
- ふるさとの夕陽
- 男鹿半島

キム・ヨンジャ
- 暗夜航路

香西かおり
- 氷雪の海
- 人生やじろべえ
- 潮岬情話
- わすれ花

伍代夏子
- 北の舟唄
- 憂愁平野
- はまなす酒場
- 港恋唄
- 秘め歌
- 夜明け坂
- 雪中相合傘

小林幸子
- 冬化粧
- 雨の屋台酒
- 越後情話
- やんちゃ酒
- いそしぎ

坂本冬美
- 風に立つ
- 夜叉海峡
- 雪国～駒子その愛～
- 紀ノ川
- 女は抱かれて鮎になる
- 百夜行

島津亜矢
- 感謝状
～母へのメッセージ～
- 北海恋唄
- 恋慕海峡
- 夏つばき

清水博正
- いのちの灯り
- 忘戀情歌
- 雨恋々
- 哀愁の奥出雲
- 小樽絶唱
- 人生一番

神野美伽
- 人生夜汽車
- 男の海峡
- 桜みち
- 黒髪
- 風岬
- 北港
- 浮草の川
- 千年の恋歌
- 海猫
- いちから二人

杉良太郎
- 人生くれないに

多岐川舞子
- 望郷みさき
- 信濃川
- きさらぎの川

天童よしみ
- 男の夜明け

鳥羽一郎
- 男の庵

内藤国雄（将棋棋士・内藤國雄）
- おゆき

永井みゆき
- 大阪すずめ
- 十九の港
- しぐれ舟宿
- 恋花火
- 大阪慕情
- 女の時計
- 港でひとり
- 信濃路の雨
- 愛縁坂

中村美律子
- 恋の大和路
- 風まかせ
- 下津井・お滝・まだかな橋
- 男の盃
- 情け川
- 夢の花 咲かそう
- 長編歌謡浪曲　無法松の恋
～松五郎と吉岡夫人～

永井裕子
- 松江恋しぐれ
- 谷中ほたる

長山洋子
- なみだ酒
- めおと酒
- 木曽の翌檜

西方裕之
- 赤とんぼ
- おんな川

原田悠里
- 春しぐれ
- 天草の女
- いろは坂

晴山さおり
- 一円玉の旅がらす

福田こうへい
- 母ちゃんの浜唄

藤あや子
- くちづけ

藤井香愛
- 東京ルージュ
- モナリザ～微笑みをください～

細川たかし
- 佐渡の恋唄
- 恋の酒
- 冬の宿
- 女のしぐれ
- 粋な酒
- 雪港
- 北の五番町
- 櫻の花の散るごとく
- 城崎恋歌
- あやいろの恋

松原健之
- 金沢望郷歌
- 冬のひまわり
- 北の冬薔薇

松原のぶえ
- 蛍
- 離愁…秋から冬へ
- 無情の海
- 朝顔
- にごり川
- ほおずき
- 夢見草
- 桜、散る海
- 阿修羅海峡
- 雪挽歌

美川憲一
- 永遠にバラの時を
- 湯沢の女
- 泣かんとこ
- 時という名の岸辺で
- この青空（そら）の下で
- たまらなく淋しくて
- 金の月

美咲じゅん子
- 支笏湖慕情
- 酒場川
- 北のエアポート
- 海峡岬

水森かおり
- 東尋坊
- 鳥取砂丘
- 釧路湿原
- 五能線
- 熊野古道
- ひとり薩摩路
- 輪島朝市
- 安芸の宮島
- 松島紀行
- 庄内平野 風の中
- ひとり長良川
- 伊勢めぐり
- 島根恋旅
- 大和路の恋
- 越後水原
- 早鞆ノ瀬戸
- 高遠さくら路
- 水に咲く花･支笏湖へ
- 瀬戸内小豆島
- 鳴子峡
- 九十九里浜

美空ひばり
- 残侠子守唄
- 裏窓
- 暗夜行路

南かなこ
- 居酒屋サンバ
- 人恋岬
- 木遣り恋唄

三橋美智也
- 花恋し人恋し親恋し

都はるみ
- 千年の古都
- 小樽運河
- 古都逍遥
- たそがれの橋
- 大原絶唱
- 邪宗門
- 枯木灘残照
- 大阪ふたり雨
- エリカの花の咲く頃に

モーニング娘。'14
- 見返り美人

八代亜紀
- あかんたれ

山本譲二
- 花も嵐も
- おまえにありがとう
- しあわせの青い鳥
- 倖せあげたい
- 名もない花に乾杯を
- 惚れたおまえと

村上巴（花井美春）
- おんなの道は星の道

## 出演

### テレビ番組
- 弦哲也のFTVカラオケグランプリ
福島テレビのローカル番組。前身番組の時代から出演しており、審査委員長を務めるほか、特別賞受賞者に歌唱指導を行っている。
- びービーみつばち・となりのテレ金ちゃん
テレビ金沢のローカル番組。弦と縁のある歌手が出演して、石川県内を巡るコーナーが放送されている。

### CM
- サントリー DHA&EPA+セサミンEX（2014年）